# Bouchtata
Bouchtata également typographié Bouchetata (anciennement Praxbourg) est une commune de la wilaya de Skikda en Algérie.